# Femmes du monde
Femmes du monde est une série documentaire de 4 minutes créée par Titouan Lamazou, et diffusée à partir du 23 décembre 2006 sur France 5.

## Synopsis
Le peintre voyageur Titouan Lamazou, parcourt le monde à la rencontre des femmes. Chaque femme qu'il rencontre, raconte leur parcours et leur destins. Finalement, Titouan dessine un portrait. 

## Fiche technique
- Auteur : Titouan Lamazou
- Réalisateur : Marc Jampolsky et Claire Duguet
- Musique : Jean-François Berger et Jean-Pierre Bucolo
- Voix off : Bérangère Allaux
- Année de production : 2006-2010
- Sociétés de production : Capitaine Flint, France 5
- Durée : 4 minutes